# 學門站
學門站（日语：／ Gakumon eki */?）是位於和歌山縣御坊市湯川町財部，紀州鐵道的紀州鐵道線車站。

## 歷史
- 1931年（昭和6年）6月15日 - 中學前站[1]啟用。
- 1941年（昭和16年）12月8日 - 中學前站廢止。
- 1979年（昭和54年）8月10日 - 於中學前站遺址附近開設學門站。

## 車站構造
車站是一座地面車站，設有1面1線的單式月台。此站是無人車站，沒有車站大樓與廁所。月台靠近御坊一方設有出入口。此站是無人車站，沒有檢票口。另外，月台設有上蓋。

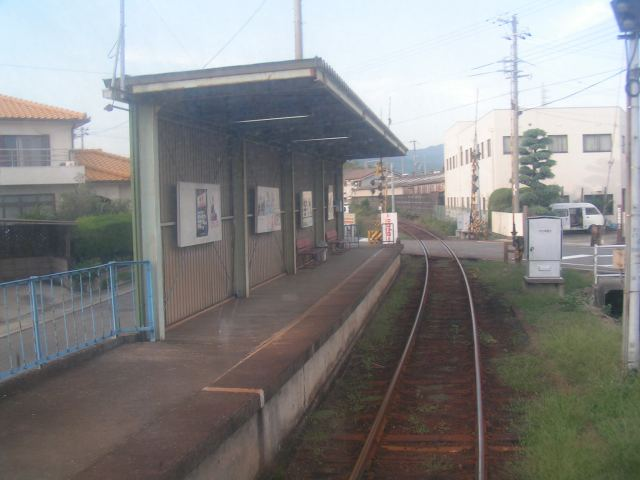
月台

## 車站周邊
站前設有和歌山縣立日高高等學校·附屬中學的後門，也是車站名稱的由來。

## 利用狀況
以下為近年1日平均乘車人次列表。
| 年度   | 1日平均 乘車人次 |
| ------ | ---------------- |
| 2015年 | 9                |
| 2016年 | 7                |
| 2017年 | 7                |
| 2018年 | 8                |
| 2019年 | 9                |

## 其他
- 以日文讀法來說，此站名稱與「學問」相同讀法。於鄰站紀伊御坊站設有發售學業御守入場票和入場票鑰匙圈。但是，由於此站是無人車站，因此不需要入場票或車票也可進入車站範圍。
- 月台旁邊設置了「學門地藏」，人們可於內部參拜。在地藏旁邊的石碑上刻有｢學問地藏｣四字。
- 在各書籍等地方會錯誤地稱此站名為「學問站」。

## 相鄰車站
紀州鐵道
紀州鐵道線
御坊－學門－紀伊御坊

## 注腳
1. ↑  宮脇俊三《鉄道廃線跡を歩くII》JTB，1996年，p.167。石野哲「廃線私鉄の停車場一覧・25」和今尾惠介《日本鉄道旅行地図帳 8号 関西1》新潮社，2008年，p.40
2. ↑   (PDF). 御坊市.   [2021-02-20]. （原始内容存档 (PDF)于2021-02-14） （日语）.